# Luis Henrique (calciatore 2001)
Luis Henrique Tomaz de Lima, noto semplicemente come Luis Henrique (João Pessoa, 14 dicembre 2001), è un calciatore brasiliano, centrocampista dell'Inter.

## Caratteristiche tecniche
È un centrocampista esterno, che può essere impiegato anche come ala; destro naturale, può giocare sia sulla fascia destra che su quella sinistra. È abile nel dribbling e nel fornire assist, qualità a cui unisce una buona velocità.

## Carriera

### Club

#### Inizi e Botafogo
Cresciuto nel settore giovanile del Três Passos, nel 2018 viene prestato al Botafogo, con cui esordisce in prima squadra il 4 dicembre 2019 disputando l'incontro di Série A perso 2-0 contro l'Atlético Mineiro.

#### Olympique Marsiglia e prestito al Botafogo
Il 25 settembre 2020 si trasferisce all'Olympique Marsiglia per 12 milioni di euro. Segna il suo primo goal nella vittoria contro il Cannet per 4-1.
Il 22 luglio 2022 viene prestato al Botafogo per la stagione in corso a causa del poco minutaggio a disposizione nel club francese. Arriva in Brasile a campionato in corso e viene impiegato solo in 10 occasioni senza segnare alcun gol. Il campionato 2023 si rivela positivo, trova un posto da titolare e disputa 34 partite, mettendo a segno quattro reti e servendo due assist. A fine anno ritorna al Marsiglia.

#### Rientro all'Olympique Marsiglia
Anche quando torna in Francia il campionato è già in corso, il nuovo esordio avviene il 27 gennaio alla 19ª giornata e chiude il campionato con 15 presenze e una rete. Il 23 agosto 2024 firma il rinnovo con il club francese fino al 30 giugno 2028. A seguito del cambio nella guida tecnica con Roberto De Zerbi come nuovo allenatore, trova spazio fin dall'inizio come titolare. Ripaga subito la fiducia all'esordio con una doppietta nella vittoria per 1-5 in trasferta contro il Brest. Viene impiegato in 35 partite stagionali e mette a segno nove gol e fornisce dieci assist, tanto da attirare l'attenzione di alcuni top club europei e contribuendo al secondo posto in campionato del club francese.

#### Inter
Il 7 giugno 2025 viene annunciato il suo trasferimento all'Inter a titolo definitivo per 23 milioni di euro più due di bonus. Il 17 giugno successivo esordisce con i nerazzurri nella prima partita della Coppa del mondo per club, il pareggio per 1-1 contro i messicani del Monterrey.

## Statistiche

### Presenze e reti nei club
Statistiche aggiornate al 30 giugno 2025.
| Stagione                   | Squadra                    | Campionato                 | Campionato | Campionato | Coppe nazionali | Coppe nazionali | Coppe nazionali | Coppe continentali | Coppe continentali | Coppe continentali | Altre coppe | Altre coppe | Altre coppe | Totale | Totale |
| Stagione                   | Squadra                    | Comp                       | Pres       | Reti       | Comp            | Pres            | Reti            | Comp               | Pres               | Reti               | Comp        | Pres        | Reti        | Pres   | Reti   |
| -------------------------- | -------------------------- | -------------------------- | ---------- | ---------- | --------------- | --------------- | --------------- | ------------------ | ------------------ | ------------------ | ----------- | ----------- | ----------- | ------ | ------ |
| 2019                       | Botafogo                   | A/RJ+A                     | 0+2        | 0+0        | CB              | 0               | 0               | -                  | -                  | -                  | -           | -           | -           | 2      | 0      |
| gen.-lug. 2020             | Botafogo                   | A/RJ+A                     | 10+5       | 2+0        | CB              | 4               | 0               | -                  | -                  | -                  | -           | -           | -           | 19     | 2      |
| 2020-2021                  | Olympique Marsiglia        | L1                         | 19         | 0          | CF              | 2               | 0               | UCL                | 3                  | 0                  | -           | -           | -           | 24     | 0      |
| 2021-2022                  | Olympique Marsiglia        | L1                         | 20         | 0          | CF              | 3               | 1               | UEL+UECL           | 2+0                | 0                  | -           | -           | -           | 25     | 1      |
| lug.-nov. 2022             | Botafogo                   | A/RJ+A                     | 0+10       | 0          | CB              | 0               | 0               | -                  | -                  | -                  | -           | -           | -           | 10     | 0      |
| 2023                       | Botafogo                   | A/RJ+A                     | 10+34      | 0+4        | CB              | 6               | 1               | CS                 | 9                  | 1                  | -           | -           | -           | 59     | 6      |
| Totale Botafogo            | Totale Botafogo            | Totale Botafogo            | 20+51      | 2+4        |                 | 10              | 1               |                    | 9                  | 1                  |             | -           | -           | 90     | 8      |
| 2023-2024                  | Olympique Marsiglia        | L1                         | 15         | 1          | CF              | 2               | 0               | UEL                | 7                  | 0                  | -           | -           | -           | 24     | 1      |
| 2024-2025                  | Olympique Marsiglia        | L1                         | 33         | 7          | CF              | 2               | 2               | -                  | -                  | -                  | -           | -           | -           | 35     | 9      |
| Totale Olympique Marsiglia | Totale Olympique Marsiglia | Totale Olympique Marsiglia | 87         | 8          |                 | 9               | 3               |                    | 12                 | 0                  |             | -           | -           | 108    | 11     |
| giu.-lug. 2025             | Inter                      | A                          | -          | -          | CI              | -               | -               | UCL                | -                  | -                  | SI+Cmc      | 0+3         | 0           | 3      | 0      |
| Totale carriera            | Totale carriera            | Totale carriera            | 20+138     | 2+12       |                 | 19              | 4               |                    | 21                 | 1                  |             | 3           | 0           | 201    | 19     |